# Postumii
Légende :
♦Patricien, ♦Plébéien, ♦Consulaire, ♦Sénatorial, ♦Équestre
Gens et Liste des gentes romaines
Les Postumii sont les membres d'une gens romaine patricienne. Ils occupent de hautes magistratures tout au long de la République. Leurs principaux cognomina sont Alb(in)us (Regillensis) et Tubertus.

## Principaux membres

### Sous la République

#### Branche desPostumii Tuberti
- Quintus (Postumius), (v.-585 - ?);
  - Publius Postumius Tubertus, (v.-560 - ap.-503), consul en 505 et 503 av. J.-C.
    - Aulus Postumius Albus Regillensis, (v.-540/35 - ap.-493), consul en 496 av. J.-C. et dictateur en 499 ou 496 av. J.-C.;
      - Spurius Postumius Albus Regillensis, (v.-515 - -439), consul en 466 et décemvir en 451 av. J.-C.
        - Spurius Postumius Albus Regillensis, (v.-480 - ap.-432), tribun consulaire en 432 av. J.-C.

      - Aulus Postumius Albus Regillensis, (v.-510 - -439), consul en 464 av. J.-C.
        - Marcus Postumius Albinus Regillensis, (v.-465 - ap.-403), tribun consulaire en 426 et 403 av. J.-C.
        - Publius Postumius Albinus Regillensis (v.-455 - -414), tribun consulaire en 414 av. J.-C.
        - → Voir les Postumii Albini

    - ? (Postumius Tubertus), (v.-530 - ?);
      - ? (Postumius Tubertus, (v.-500 - ?);
        - Aulus Postumius Tubertus, (v.-480 - ap.-431), magister equitum en -434, Dictateur en -431;
          - Postumia, (v.-455 - ?), épouse de Titus Quinctius Pœnus Cincinnatus;
          - (Aulus Postumius), (v.-455 - -431);

#### Branches desPostumii Albini Regilensis
- → Voir les Postumii Tuberti
  - Aulus Postumius Albinus Regillensis, (v.-440 - ap.-381), tribun consulaire en 397 et 381 av. J.-C.
    - ? Postumius Albinus Regillensis, (v.-410 - ap.-366), censeur en 366 av. J.-C.

  - Spurius Postumius Albinus Regillensis, (v.-435 - ap.-380), tribun consulaire en 394 av. J.-C. et peut-être censeur en 380 av. J.-C.
    - Spurius Postumius Albinus Caudinus, (v.-385 - ap.-321), consul en 334 et 321 av. J.-C., maître de cavalerie en 327 av. J.-C. et censeur en 332 av. J.-C.
    - Lucius Postumius, (v.-380 - ?);
      - → Voir les Postumii Megelli

  - Lucius Postumius Albinus Regillensis, (v.-420 - ap.-381), tribun consulaire en 389 et 381 av. J.-C.

#### Branche desPostumii Megelli
- → Voir les Postumii Albini
  - Lucius Postumius Megellus (v.-350 - ap.-282), consul en 305, 294 et 291 av. J.-C.
    - Lucius Postumius Albinus Megellus, (v.-310 - ap.-253), consul en 262 av. J.-C. et censeur en 253 av. J.-C.

#### Branche desPostumii Albini
- Lucius (Postumius), (v.-360 - ?);
  - Lucius Postumius Albinus, (v.-340 - ap.-275), rex sacrorum en 275 av. J.-C.;
    - Aulus Postumius Albinus, (v.-315 - ?);
      - Aulus Postumius Albinus, (v.-295 - ap.-234), consul en 242 av. J.-C. et censeur en 234 av. J.-C.;
        - Aulus Postumius Albinus, (v.-275 - ?);
          - Aulus Postumius Albinus Luscus, (v.-225 - ap.-167), consul en 180 et censeur en 174 av. J.-C.
            - Aulus Postumius Albinus, (v.-195 - ap.-145), consul en 151 av. J.-C.
              - ? Spurius Postumius Albinus, (v.-155 - ap.-109), consul en 110 av. J.-C.;
                - Aulus Postumius Albinus, (v.-125 - -82), légat;
                  - Aulus Postumius Albinus, (v.-105 - ap.-77), magistrat monétaire;
                  - Postumia, (v.-100 - ap.-45), épouse de Servius Sulpicius Rufus;

              - Aulus Postumius Albinus, (v.-151 - -89), consul en 99 av. J.-C.

          - Spurius Postumius Albinus Paullulus, (v.-223 - ap.-172), consul en 174 av. J.-C.
          - Lucius Postumius Albinus, (v.-220 - ap.-168), consul en 173 av. J.-C.

        - Lucius Postumius Albinus, (v.-274 - -215), consul en 234, 229 et 215 av. J.-C.
          - Lucius Postumius Tympanus, (v.-235 - -194), questeur en -194;
          - Spurius Postumius Albinus, (v.-230 - -180), consul en 186 av. J.-C.
            - Lucius Postumius Albinus, (v.-200 - -154), consul en 154 av. J.-C.
              - Lucius Postumius Albinus, (v.-160 - ap.v.-110), magistrat monétaire vers -131;

        - Spurius Postumius Albinus, (v.-270 - ?);
          - Spurius Postumius Albinus, (v.-230 - ?);
            - Spurius Postumius Albinus Magnus, (v.-195 - ap.-148), consul en 148 av. J.-C.

### Sous le Principat

#### Postumii Festi
Les Postumii Festi sont originaire de Cirta.
- Marcus Postumius Festus, (v.120 - v.174), consul suffect en 160;
  - Postumia Siria, (v.150 - ?), épouse de Titus Flavius Titianus;